# Anna Blum

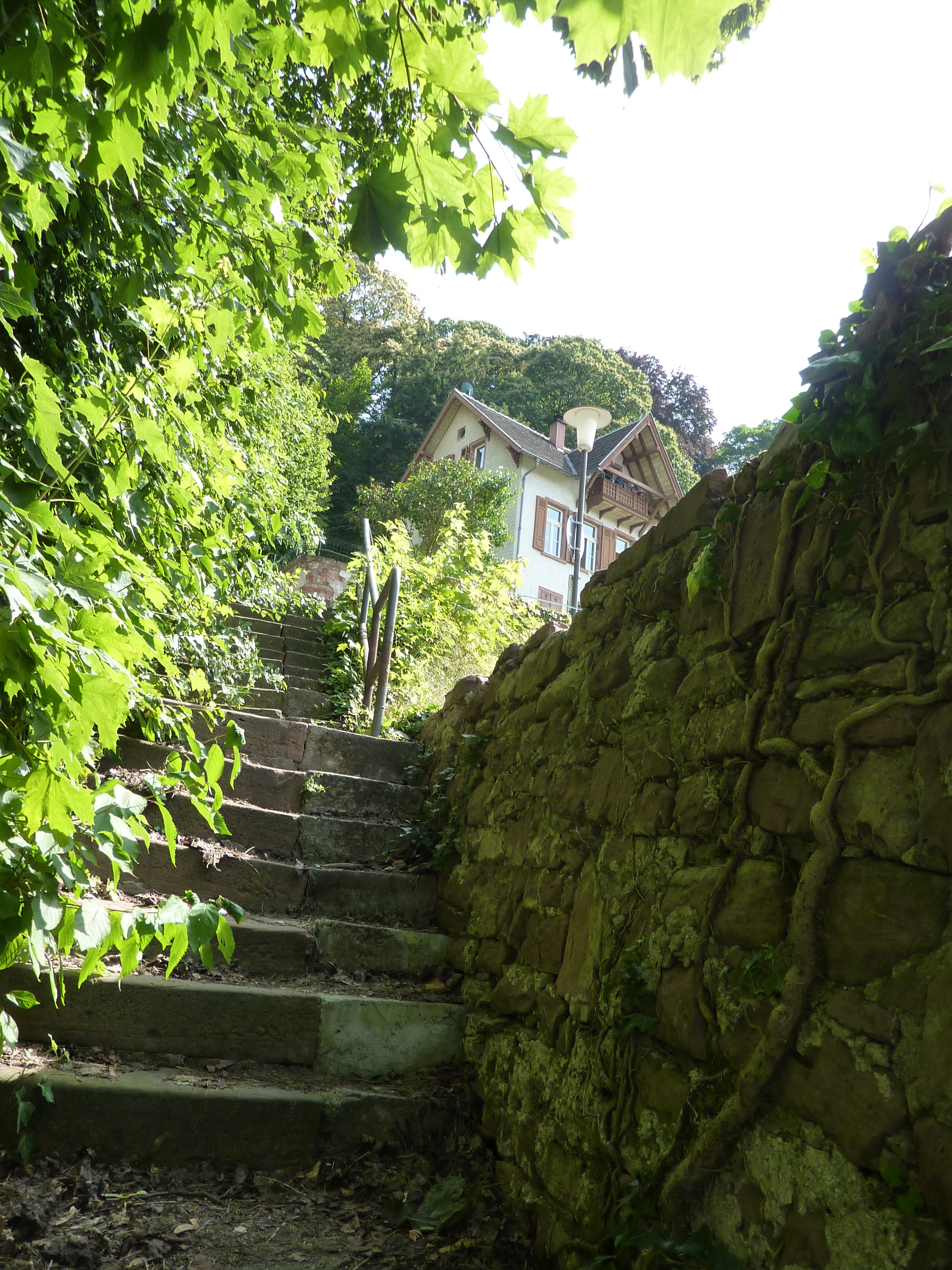
Schlosswolfsbrunnenweg 6 Heidelberg, Haus von Anna Blum

Anna Blum, geb. Helwerth (* 12. Oktober 1843 in Heidelberg; † 3. Juli 1917 ebenda) war eine Funktionärin des Badischen Frauenvereins und Stifterin von Frauenhilfseinrichtungen im Großherzogtum Baden.

## Leben
Anna Blum entstammte der Heidelberger Gastwirtsfamilie David Heinrich Helwerth und Elisabeth, geb. Dürr. Der Familienbetrieb des „Badischen Hofes“ war 1848 das Lokal der „Heidelberger Versammlung der 51“. Hier debattierten Liberale und Demokraten gemeinsam um nationale Einheit und demokratische Rechte.
1872 ehelichte sie Wilhelm Blum, MdR (1881–1904). Eine finanziell unabhängige Stellung erlaubte es den Eheleuten einen unabhängigen Lebensstil zu pflegen; Wilhelm Blum war der Klasse der Höchstbesteuerten im badischen Dreiklassenwahlrecht zugeordnet und Reichstagsabgeordneter für die Nationalliberalen. Als Ehefrau des Reichstagsabgeordneten und auf Grund ihres eigenen Vermögens, war sie Teil der bürgerlichen Oberschicht Heidelbergs. Das Ehepaar blieb kinderlos.
Anna Blum war Frauenrechtlerin im weiteren Sinne. Wertekonservativ ausgerichtet, setzte sie sich ein für die Anerkennung weiblicher Kultur, für die Verbesserung der Lebensverhältnisse von in Not geratener Frauen und für die uneingeschränkte Anerkennung der Menschenwürde von Frauen. Ein uneingeschränktes demokratisch verbrieftes Wahlrecht für Frauen und Männer war nicht ihr politisches Aktionsfeld. Als Vertreterin des gemäßigten Flügels der bürgerlichen Frauenbewegung grenzte sie sich sowohl von der proletarischen Frauenbewegung als auch vom radikalen Flügel der bürgerlichen Frauenbewegung ab, die für ein allgemeines, gleiches und geheimes Wahlrecht aller Menschen kämpften.

## Wirken

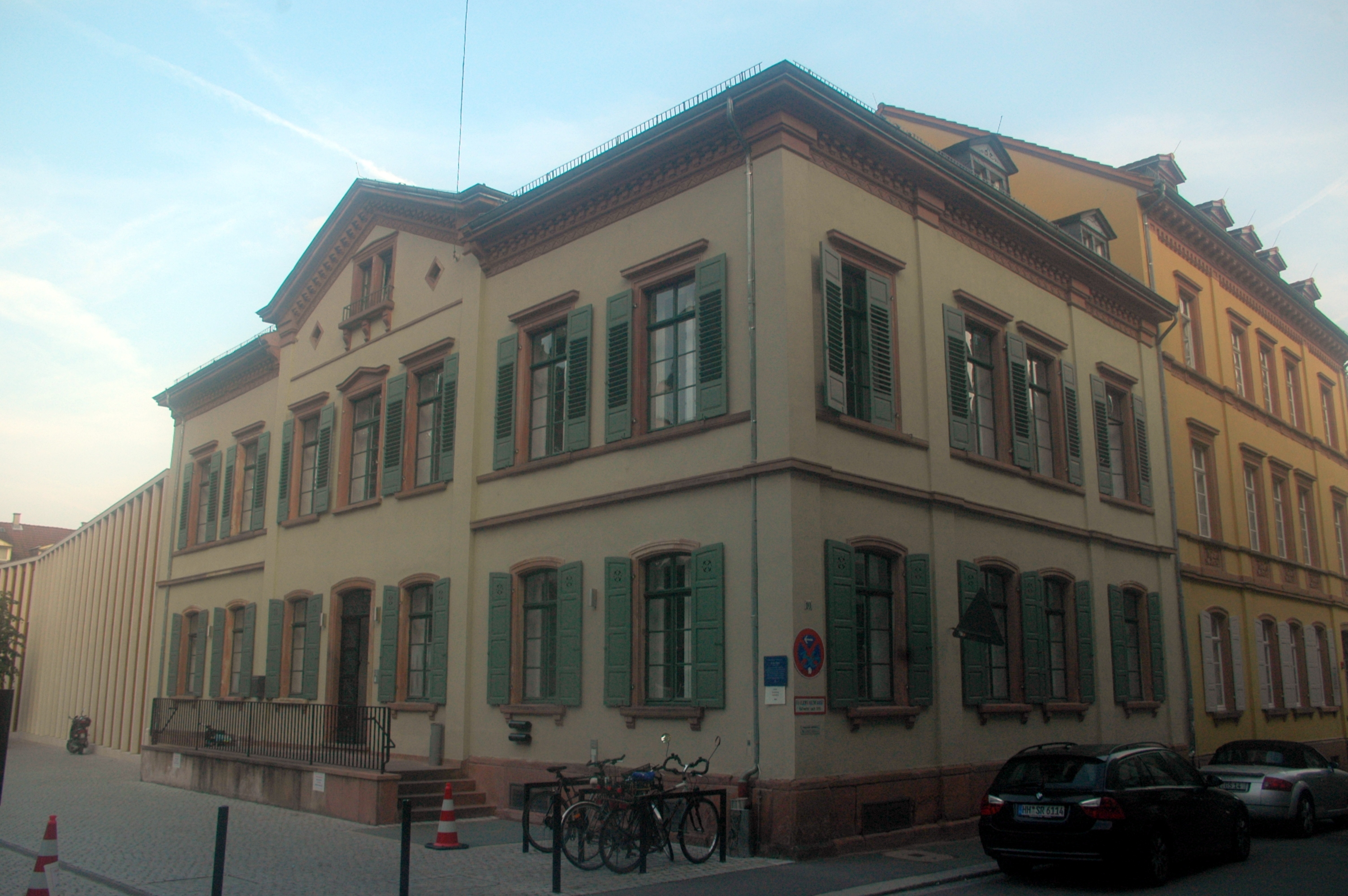
Anna-Blum-Haus (Theaterstraße 10)

Anna Blum wurde 1875 Schriftführerin im Badischen Frauenverein, Zweig Heidelberg. Bis 1917 war sie Funktionsträgerin der größten Massenorganisation für Frauen im Großherzogtum Baden. Sie förderte Maßnahmen zur sozialen Reform: den Arbeiterbildungsverein, die Volksbibliothek und koordinierte als Schriftführerin des Zweiges Heidelberg die ehrenamtlich geleistete Frauenarbeit in der Universitätsstadt.
1893 spendete das Ehepaar 30.000 Mark für die Errichtung einer eintrittsfreien städtischen Schwimm- und Badeanstalt im Neckar, die 1898 als Blum’sches Freibad am Neckar eröffnet wurde. 1906 spendete die verwitwete Anna Blum weitere 20.000 Mark zur Erweiterung um ein Volksfrauenbad, das 1907 eröffnet und im Mai 1931 durch ein Hochwasser zerstört wurde.
1895 gründete sie auf Anregung der Vereinsprotektorin Großherzogin Luise von Baden eine Flickschule, die schulentlassene Mädchen ein zeitlich begrenztes Unterrichtsangebot in Handarbeiten organisierte. Bis 1904 organisierte Blum die Arbeits- und Gewerbeschule, spätere Frauenarbeitsschule. Als der Verein die Personalkosten, besonders für die Altersversorgung der Lehrerinnen nicht mehr aufbringen konnte, übernahm die Kommune den Betrieb. Blum übernahm ebenfalls 1904 den Vorsitz im „Ausschuss der Vorbereitungen für den Kriegsfall“.
Anna Blum stiftete Geld und zwei Anwesen, nämlich ihr Wohnhaus in der Theaterstraße 10 und die so genannte Blümlis Alp im Schloss-Wolfsbrunnenweg 6, um in Heidelberg ein Altersheim für Frauen und ein Erholungsheim für Frauen und Kinder zu gründen. Beide Vorhaben wurden aus kriegsbedingten Gründen nicht realisiert. Doch lassen sich auch Eigeninteressen der Stadtverwaltung nicht von der Hand schieben, dass die Frauenbelange keinen Raum fanden.

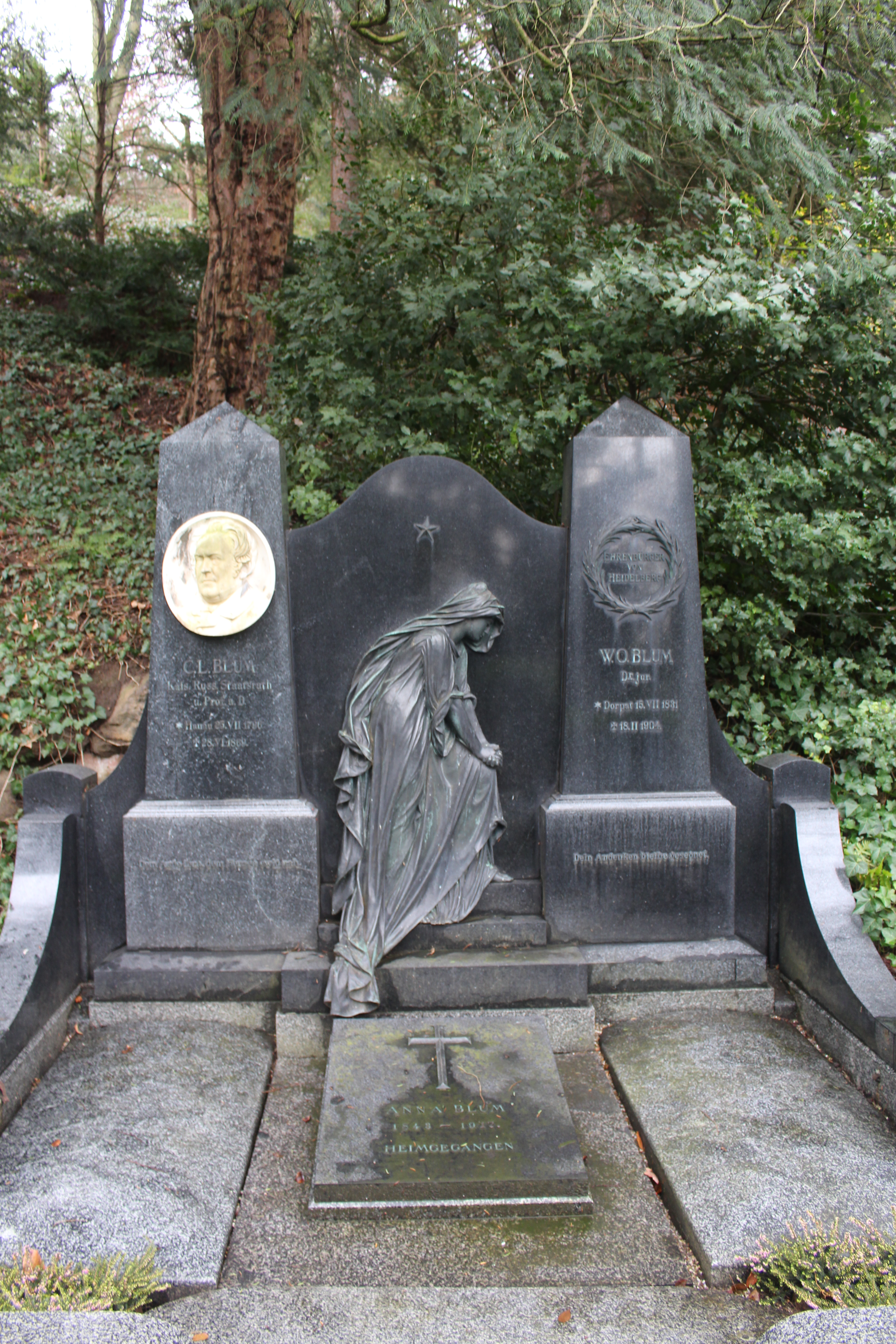
Grabstätte der Familie Blum, Grabplatte von Anna Blum am Boden liegend, die beiden Obelisken benennen Ehemann Wilhelm und Schwiegervater Carl Ludwig Blum, Bergfriedhof Heidelberg

## Ehrungen

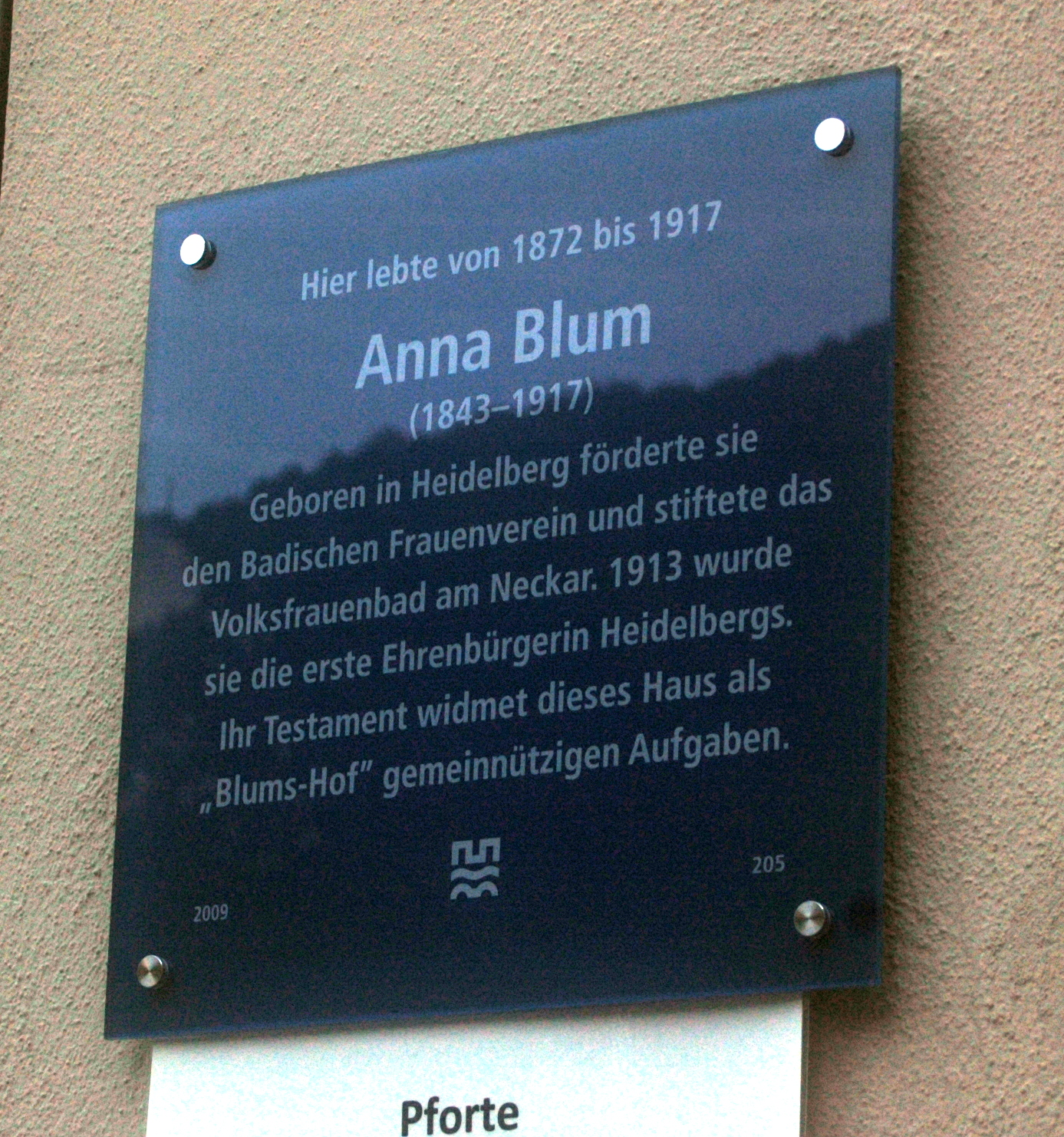
Erinnerungstafel am einstigen Anna-Blum-Haus (heute Theater der Stadt Heidelberg)

- 1913 ihr finanzielles und ideelles Engagement für die Stadt Heidelberg wurde vom Stadtrat anerkannt und sie wurde zum ersten weiblichen Ehrenbürger Heidelbergs ernannt.
- 1977 das Anwesen Theaterstr. 10 ist Sitz des Deutschen Frauenrings e.V. und wird von ihm zum „Anna-Blum-Haus“ ernannt, in Anerkennung des Wirkens der ersten Ehrenbürgerin Heidelbergs.
- 2013 Erinnerungstafel „Anna Blum“ wird von der Stadt Heidelberg dauerhaft am Anna Blum Haus angebracht.
- 2015 Einweihung des Anna Blum Platzes an der Theaterstraße 10, direkt an der Adresse des Gartens vom geplanten „Blümlis Hof“[1]